# Helen Bright Clark
Pour les articles homonymes, voir Helen Clark (homonymie) et Clark.
Helen Bright Clark (1840-1927) est une militante britannique des droits des femmes et suffragette.
Fille d'un député radical, Clark est une éminente porte-parole du droit de vote des femmes, participant activement au mouvement des suffragettes à la fin du XIXe siècle au sud-ouest de l'Angleterre. Progressiste dans tous les sens du terme, elle est également impliquée dans des organisations assistant les esclaves et les peuples aborigènes.

## Jeunesse
Helen Priestman Bright est née en 1840 à Rochdale, dans le Lancashire, en Angleterre. Elle est la fille d'une Quaker, Elizabeth Priestman Bright, et de John Bright, futur membre du Conseil privé. Sa mère tombe rapidement malade et meurt de la tuberculose en septembre 1841. Sa tante paternelle, Priscilla Bright McLaren, activiste britannique reliant le mouvement anti-esclavagiste avec le mouvement pour le droit de vote des femmes, vient vivre chez son frère et prend en charge l'éducation des enfants. Elle a une forte influence sur Helen Bright. Six ans après la mort de sa femme, John Bright se remarie et a encore sept enfants.
Helen Bright fréquente l'école quaker de Southport, sous la tutelle de Hannah Wallis, la même où sa tante avait fait ses études. En 1851, sa tante Priscilla donne naissance à une fille, Helen Priscilla McLaren.

## Participation au mouvement pour le droit de vote des femmes
La famille Bright possède dans sa maison des copies d'essais rédigés par John Stuart Mill et la jeune Helen Bright s'intéresse particulièrement au plaidoyer de Mill pour « l'affranchissement des femmes », soit l'idée que le droit de vote devrait être étendu aux femmes. En 1861, elle écrit à sa belle-sœur Agnès McLaren, « combien il est absurde de parler de répression et d'impôts qui vont de pair, tout en excluant entièrement la moitié de la population du droit de suffrage ».
En 1846, Helen Bright signe la « pétition de dames » sur le droit de vote des femmes, distribué par Elizabeth Garrett et Emily Davies, comme l'a fait son ancienne professeure Hannah Wallis. La pétition avec ses 1 499 signatures a été présentée par Mill à la Chambre des communes en juin 1866. Plus tard cette même année, Helen Bright épouse William Stephens Clark (1839-1925) du Somerset. William Clark est un Quaker libéral, propriétaire de la fabrique de chaussures C. & J. Clark, et membre d'une famille proche du mouvement des droits des femmes : sa sœur et sa nièce ont également signé la "pétition des dames".
Clark rejoint le Comité de libération des femmes en 1866 et devient membre de la Société nationale pour le suffrage féminin de Manchester en 1870. Clark s’exprime publiquement pour la première fois en 1872, en donnant une conférence à Taunton lors d'une réunion organisée par la Société nationale pour le suffrage féminin de Bristol et de l'Angleterre de l'ouest. Dans son discours, elle pointe l'ironie dans la vie des femmes : « Bien qu'il soit parfaitement accepté pour une femme de danser en public, dès le moment où elle s'aventure sur la place publique pour défendre la paix, la moralité et la justice, elle sort de sa sphère ».

Le 9 mars 1876, dans la Victoria Rooms, bâtiment du département de musique de l'université de Bristol dans le quartier de Clifton à Bristol, Clark exprime son soutien aux idées de suppression des interdictions portant sur le vote des femmes, pour appuyer un projet de loi parlementaire autorisant cette extension du droit de vote, présenté par un M. Forsyth. Le 26 avril, le père de Clark, le député John Bright, s'oppose à ce projet à la Chambre des communes, en affirmant que : 
« The Bill seems to be based on a proposition that is untenable ... it is a Bill based on an assumed hostility between the sexes. »
« Le projet de loi semble être fondé sur une proposition qui est intenable... c'est un projet de loi fondé sur une hostilité supposée entre les sexes. »

Le 23 janvier 1879 à Bristol, Clark prononce un discours émouvant en faveur du suffrage des femmes, qui est ensuite imprimé et distribué sous la forme d'une brochure de quatre pages. Elle note que la lutte pour le suffrage des femmes est considérée par beaucoup comme « venant principalement de caractères sentimentaux ». Clark soutient que le pouvoir politique des femmes peut appeler à plaider pour la paix et peut permettre à la société de progresser. Du droit de suffrage parlementaire, elle dit : 
« this movement I take to be a great symbol, and, as it were, the outward expression, of a great awakening, intellectual and moral, among women—and not only amongst the more scholarly, but among thousands of homely and religious women who have been especially impressed by the moral aspects of the political effacement of their sex. »
« Ce mouvement que je considère comme un grand symbole et, pour ainsi dire, l'expression extérieure d'un grand réveil, intellectuel et moral, parmi les femmes, et pas seulement parmi les plus savantes, mais aussi parmi des milliers de femmes au foyer et croyantes qui ont été particulièrement impressionnés par les aspects moraux de l'effacement politique de leur sexe. »
Clark apparaît en 1881 devant la manifestation pour les femmes à Bradford.

### Convention du parti libéral de Leeds en 1883
À Leeds, du 17 au 18 octobre 1883, une convention majeure est organisée par la Fédération libérale nationale (union des associations libérales anglaises et galloises), dans le but de déterminer la position du parti libéral sur la question de l'extension du droit de vote aux chefs de famille dans les comtés. Bien que John Bright soit reconnu comme le chef de file des libéraux, John Morley préside les deux jours de débat entre les délégués de 500 associations libérales. Parmi la poignée de femmes présentes, sont choisies comme délégués Helen Bright Clark, et Jane Cobden, fille de l'homme politique radical Richard Cobden. Lorsque Walter McLaren, de Bradford, présente une motion pour inclure une résolution en faveur du suffrage féminin, les deux femmes déléguées se prononcent en faveur. Bien que Bright soit considéré comme un radical et un libéral, et bien qu'il ait accompagné Mill lors de la présentation de la pétition des femmes à la Chambre, il n'a jamais été personnellement favorable au vote des femmes. Devant son père, 1 600 délégués et un public comprenant notamment l'américaine Susan B. Anthony, Helen Bright Clark « fait son appel passionné », amenant le public à un « silence profond et absolu ». Susan B. Anthony décrit la position héroïque de Clark qui défend fidèlement ses plus hautes convictions, même si ces convictions sont « en opposition avec celles de son père adoré et honoré ». Seulement 30 délégués votent contre la motion.
John Bright préside une grande réunion publique tenue dans la mairie le soir du deuxième jour. Quelque 5 000 personnes cherchent à y assister, mais des centaines sont renvoyés, faute de place. Bright est présenté par Sir Wilfrid Lawson qui dit en plaisantant que la résolution adoptée par la conférence était « un peu en avance sur les idées du conférencier de la soirée », commentaire qui suscita les rires de la foule et un sourire de joie de la part de Bright. Cependant dans son discours, Bright explicite les nombreuses victoires et réussites du parti libéral, mais, selon Susan B. Anthony, évite de mentionner la résolution portant sur le suffrage féminin, et ne reconnaît aucune des petites mais importantes étapes vers l'émancipation des femmes qui ont eu lieu au Royaume-Uni de 1866 à 1882.

## Modération de ses convictions
En mai 1884, Clark rompt avec sa tante Priscilla Bright McLaren qui, avec Ursula Mellor Bright, préconise un chemin plus radical la réforme du vote. Clark appuie Lydia Becker et ses partisans qui soutienne la clause introduite par William Woodall au projet de loi sur la réforme libérale. La proposition de Woodall est progressive : elle propose le vote pour les femmes non mariées uniquement. Clark soutient cette clause, bien qu'elle ne la satisfasse pas totalement, car elle pense que la loi a plus de chances de passer et pourra ensuite être utilisée comme un support grâce auquel le suffrage des femmes pourra être élargi. Malgré ses tentatives répétées, et ce jusqu'en 1889, Woodall ne réussit pas à faire accepter une telle clause dans un projet de loi devant la Chambre.
Au début des années 1890, Elizabeth Cady Stanton parcourt l'Europe pour recueillir des soutiens et encourager la participation à son travail en cours : La Bible de la femme. Un soir, Stanton fait un discours, devant une foule réunie chez Clark, à propos de l'état du mouvement pour le suffrage des femmes en Amérique. Les ecclésiastiques locaux interrogent alors Stanton au sujet de la position de la Bible sur la relation de la femme à l'homme, et Stanton décrit longuement comment l'égalité entre les sexes est soutenue par les versets de la Bible, mais que la Bible peut être citée sélectivement pour soutenir des arguments contradictoires. Cela l'amène à conclure que la posture d'autorité de la Bible devrait être limitée. Clark, bien que partageant les vues de Stanton, lui exprime sa crainte d'une réaction virulente de la part des ecclésiastiques les plus conservateurs présents, face à une telle opinion libérale.

## Pacifisme
En 1914, alors que la guerre couve en Europe, Clark rejoint l'Alliance Internationale des Femmes (AIF), un groupe de femmes défendant le droit de vote féminin et dont la plupart plaident pour la paix mondiale. Clark signe une « lettre de Noël ouverte » adressée "aux femmes d'Allemagne et d'Autriche" publiée dans l'un des journaux de l'AIF en janvier 1915. Parmi les cent autres signataires figurent Margaret Ashton, Emily Hobhouse, Sylvia Pankhurst et un large éventail de femmes unies par le souhait d'une fin rapide des hostilités. La lettre est un plaidoyer pour la paix mondiale chez les femmes et une réponse par 155 féministes germaniques dont Anita Augspurg, Lida Gustava Heymann et Rosa Mayreder est adressée de la même manière. Carrie Chapman Catt en Amérique, fondatrice de l'AIF, propose que, au lieu de sa réunion annuelle devant se dérouler à Berlin (qui apparaît impossible en raison de la guerre), un congrès international des femmes se réunisse à La Haye le 28 avril. Clark constate alors que sa position au sein de la National Union of Women's Suffrage Societies (NUWSS) est minoritaire : elle préconise que la NUWSS envoie des délégués à La Haye en avril. Mais les adhérentes de la NUWSS étaient principalement préoccupées par l'aide à apporter aux combattants britanniques, ce qui s'éloignait du pacifisme.

## Combat contre l'oppression raciale
Pendant son enfance, Helen Bright Clark rencontre Frederick Douglass, lors d'un de ses voyages en Angleterre, à l’occasion duquel il se lie avec John Bright. Clark l'entend donc parler de l'inégalité raciale en Amérique. Lorsque Douglass retourne en Angleterre en 1886 et 1887, il rencontre de nouveau Clark, discutant cette fois encore de l'oppression raciale, des barrières de castes et de l'incapacité totale des Afro-américains « à se protéger, l'accès au vote leur étant interdit par des persécutions et des manipulations frauduleuse des urnes ». Lors de cette rencontre, la voisine de Clark, Catherine Impey, qui rencontre Douglass pour la deuxième fois, s'en inspire pour lancer un magazine baptisé Anti-Caste en 1888, dédié "aux intérêts de la race colorée" et premier magazine anti-raciste d'Angleterre.
Dans les années 1860, Clark est un membre actif de la branche britannique de la Freedman's Aid Society, association qui cherche à aider les anciens esclaves à s'établir dans des maisons basiques mais confortables. Dans les années 1880, Clark fonde la Society for the Furtherance of Human Brotherhood. En 1906, avec Helena Brownsword Dowson et Jane Cobden Unwin, Clark s'investit dans la Société de protection des aborigènes.

## Vie privée
Clark eu 6 enfants, quatre filles et deux fils qui furent plus tard des sympathisants de causes humanistes et progressistes. Ainsi, Margaret Clark Gillett (1878-1962) devient une botaniste et une suffragette, Alice Clark et sa sœur Esther Bright Clothier furent l'une après l'autre secrétaires de la NUWSS. Hilda Clark devient médecin, et milite dans des mouvements humanistes et pacifistes. Roger Clark cofonde la Friends' League for Women's Sufrage, un groupe Quaker de réformateurs. L'épouse de Roger, Sarah Bancroft Clark, fut une suffragette active dans plusieurs groupes politiques, et une résistante fiscale.
En 1900, Clark vit à Millfield, dans le Somerset, en Angleterre.